# (37076) 2000 UK54
2000 UK54 (asteroide 37076) é um asteroide da cintura principal. Possui uma excentricidade de 0.11205830 e uma inclinação de 11.18906º.
Este asteroide foi descoberto no dia 24 de outubro de 2000 por LINEAR em Socorro.